# Bablari Dewanganj
Bablari Dewanganj là một thị trấn thống kê (census town) của quận Nadia thuộc bang Tây Bengal, Ấn Độ.

## Nhân khẩu
Theo điều tra dân số năm 2001 của Ấn Độ, Bablari Dewanganj có dân số 6565 người. Phái nam chiếm 50% tổng số dân và phái nữ chiếm 50%. Bablari Dewanganj có tỷ lệ 68% biết đọc biết viết, cao hơn tỷ lệ trung bình toàn quốc là 59,5%: tỷ lệ cho phái nam là 76%, và tỷ lệ cho phái nữ là 60%. Tại Bablari Dewanganj, 11% dân số nhỏ hơn 6 tuổi.